# Gymnancyla barbatella
Gymnancyla barbatella är en fjärilsart som beskrevs av Nicolas Grigorevich Erschoff 1874. Gymnancyla barbatella ingår i släktet Gymnancyla och familjen mott. Inga underarter finns listade i Catalogue of Life.